# Вомбжезьно
Вомбжезьно (пол. Wąbrzeźno) — місто в північній Польщі, у районі Хелмінських озер.
Адміністративний центр Вомбжезького повіту Куявсько-Поморського воєводства.

## Демографія
Демографічна структура станом на 31 березня 2011 року:
|          | Загалом | Допрацездатний вік | Працездатний вік | Постпрацездатний вік |
| -------- | ------- | ------------------ | ---------------- | -------------------- |
| Чоловіки | 6768    | 1358               | 4740             | 670                  |
| Жінки    | 7474    | 1348               | 4377             | 1749                 |
| Разом    | 14242   | 2706               | 9117             | 2419                 |